# Hermann Josef Frede
Hermann Josef Frede (* 12. September 1922 in Elberfeld; † 29. Mai 1998 in Tuttlingen) war ein deutscher römisch-katholischer Theologe und langjähriger Leiter des Vetus-Latina-Instituts der Erzabtei Beuron.

## Biografie
Nach dem Abitur und dem anschließenden Einsatz als Soldat im Zweiten Weltkrieg trat Hermann Josef Frede in das Erzbischöfliche Priesterseminar in Köln ein. Am 2. September 1951 empfing er die Priesterweihe. Anschließend setzte er seine theologischen Studien an der Universität Bonn fort. Hier vertiefte er bei Heinrich Joseph Vogels und Karl Theodor Schäfer seine Kenntnisse der neutestamentlichen Textgeschichte, insbesondere auch im Bereich der lateinischen Übersetzungen. Mit einer Arbeit über den Epheserbrief wurde Hermann Josef Frede 1957 in Bonn zum Doktor der Theologie promoviert. In dieser Zeit lud ihn P. Bonifatius Fischer zur Mitarbeit an der Edition der Vetus Latina am noch jungen Institut in Beuron ein. Als Bonifatius Fischer 1972 aus gesundheitlichen Gründen die Leitung des Instituts aufgab, wurde Hermann Josef Frede mit der Verantwortung für das Institut und die Edition der Vetus Latina betraut.

## Auszeichnungen
- 1980 Verleihung des persönlichen Titels eines Universitätsprofessors durch den Ministerpräsidenten des Landes Baden-Württemberg
- 1981 Honorarprofessor an der Katholisch-Theologischen Fakultät der Universität Tübingen
- 1986 Ehrendoktorat der Katholischen Universität Louvain
- 1983 Päpstlicher Ehrenprälat
- 1997 Ehrendoktorat der Università Cattolica des Sacro Cuore in Mailand

## Schriften
- Pelagius, der irische Paulustext, Sedulius Scottus. Vetus Latina – Aus der Geschichte der Lateinischen Bibel 3, Freiburg im Breisgau 1961
- Altlateinische Paulus-Handschriften. Vetus Latina – Aus der Geschichte der Lateinischen Bibel 4, Freiburg im Breisgau 1964.
- Ein neuer Paulustext und Kommentar, 2 Bände. Vetus Latina – Aus der Geschichte der Lateinischen Bibel 7 und 8, Freiburg im Breisgau 1974.
- mit Uwe Fröhlich, Herbert Stanjek: Vetus Latina-Fragmente zum Alten Testament. Die pelagianische Epistula ad quandam matronam Christianam. Vetus Latina – Aus der Geschichte der Lateinischen Bibel 28, Freiburg im Breisgau 1996.
- mit Herbert Stanjek: Sedulii Scotti Collectaneum in Apostolum I. In Epistolam ad Romans. Vetus Latina – Aus der Geschichte der Lateinischen Bibel 28, Freiburg im Breisgau 1996.
- mit Herbert Stanjek: Sedulii Scotti Collectaneum in Apostolum II. In Epistolas ad Corinthios usque ad Hebraeos. Vetus Latina – Aus der Geschichte der Lateinischen Bibel 29, Freiburg im Breisgau 1997.